# Charlie Cox
Charlie Thomas Cox, född 15 december 1982 i London, är en brittisk skådespelare. Cox fick sitt genombrott som Tristan Thorne i filmen Stardust (2007). Cox spelar Matt Murdock / Daredevil i Marvel's Daredevil (2015–2018), Marvel's The Defenders (2017), Daredevil: Born Again (2018) som utspelar sig i det delade fiktiva universumet Marvel Cinematic Universe.

## Biografi
Charlie Cox växte upp i East Sussex, son till Patricia C. A. "Trisha" (född Harley) och Andrew Frederick Seaforth Cox, som är utgivare. Cox utbildade sig vid Bristol Old Vic Theatre School, och gjorde senare sin TV-debut under 2002.

### Karriär
Under 2007 spelade han Tristan Thorne i filmen Stardust. Året därpå syntes Cox i Stone of Destiny där han spelar juristen Ian Hamilton. Under 2010 sågs han i pilotavsnittet av Downton Abbey som hertig av Crowborough. 2011 fick han rollen som Josemaría Escrivá i There Be Dragons. Samma år hade han fått en återkommande roll i den andra säsongen av TV-serien Boardwalk Empire; rollen blev sedan en huvudroll i seriens tredje säsong.
Cox spelar titelrollen Daredevil i Netflixserien Marvel's Daredevil.

## Filmografi (i urval)
| År        | Titel                                 | Roll                     | Anmärkning                              |
| --------- | ------------------------------------- | ------------------------ | --------------------------------------- |
| 2002      | Judge John Deed                       | Vicar som ung            | TV-serie, avsnittet: "Everyone's Child" |
| 2003      | dot the i                             | Theo                     |                                         |
| 2004      | Köpmannen i Venedig                   | Lorenzo                  |                                         |
| 2005      | Things to Do Before You're 30         | Danny                    |                                         |
| 2005      | Casanova                              | Giovanni Bruni           |                                         |
| 2006      | Kommissarie Lewis                     | Danny Griffon            | TV-serie                                |
| 2006      | A for Andromeda                       | Dennis Bridger           | TV-serie                                |
| 2006      | Tirant lo Blanc                       | Diafebus                 |                                         |
| 2007      | Stardust                              | Tristan Thorne           |                                         |
| 2008      | Harry, Henry and the Prostitute       | Harry                    | Kortfilm                                |
| 2008      | Stone of Destiny                      | Ian Hamilton             |                                         |
| 2009      | Big Guy                               | Chuck                    | Kortfilm                                |
| 2009      | Perfect                               | Paul                     | Kortfilm                                |
| 2009      | Glorious 39                           | Lawrence                 |                                         |
| 2010      | Downton Abbey                         | Hertig av Crowborough    | TV-serie, ett avsnitt                   |
| 2011      | There Be Dragons                      | Josemaría Escrivá        |                                         |
| 2011      | Moby Dick                             | Ishmael                  | Miniserie                               |
| 2011–2012 | Boardwalk Empire                      | Owen Sleater             | TV-serie, 20 avsnitt                    |
| 2012      | A Sunny Morning                       | Adam                     | Kortfilm                                |
| 2013      | Legacy                                | Charles Thoroughgood     | TV-film                                 |
| 2013      | Hello Carter                          | Carter                   |                                         |
| 2014      | Dracula Untold                        | Kejsaren Caligula        |                                         |
| 2014      | The Theory of Everything              | Jonathan Hellyer Jones   |                                         |
| 2015–2018 | Marvel's Daredevil                    | Matt Murdock / Daredevil | TV-serie, 39 avsnitt                    |
| 2017      | Eat Locals                            | Henry                    |                                         |
| 2017      | Marvel's The Defenders                | Matt Murdock / Daredevil | TV-miniserie, 8 avsnitt                 |
| 2018      | King of Thieves                       | Basil                    |                                         |
| 2019      | The Knot                              | Ex 2                     | Kortfilm                                |
| 2019      | Relics and Rarities                   | Seamus O'Flanagan        | TV-serie, ett avsnitt                   |
| 2021      | Spider-Man: No Way Home               | Matt Murdock             | Cameo                                   |
| 2021–2023 | Kin                                   | Michael Kinsella         | TV-serie, 16 avsnitt                    |
| 2022      | She-Hulk: Attorney at Law             | Matt Murdock / Daredevil | TV-serie, 2 avsnitt                     |
| 2022      | Treason                               | Adam Lawrence            | TV-miniserie, 6 avsnitt                 |
| 2024      | Echo                                  | Matt Murdock / Daredevil | TV-serie, ett avsnitt                   |
| 2025      | Your Friendly Neighborhood Spider-Man | Matt Murdock / Daredevil | Röstroll i TV-serie, 2 avsnitt          |
| 2025      | Adults                                | Andrew / Mr. Teacher     | TV-serie, 3 avsnitt                     |
| 2025      | Merv                                  | TBA                      |                                         |
| 2025–2026 | Daredevil: Born Again                 | Matt Murdock / Daredevil | TV-serie, 18 avsnitt                    |